# Simfonia núm. 8 (Sibelius)

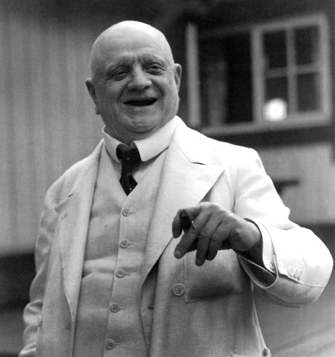
Fotografia de Jean Sibelius de l'any 1939. Per a aquesta data és probable que hagués abandonat la composició de la seva Vuitena simfonia.

La Simfonia núm. 8 de Jean Sibelius fou el seu últim projecte de composició important, en el qual l'autor va estar treballant de manera intermitent des de mitjan dècada de 1920 fins a 1938, encara que mai la va publicar. Durant aquest temps, el compositor finès es trobava a la cúspide de la seva fama, considerat com una figura nacional en la seva Finlàndia natal i aclamat com un compositor de talla internacional. Es desconeix fins a quin punt estava completada la Vuitena simfonia; Sibelius es va negar a donar-la a conèixer en repetides ocasions argumentant la seva baixa qualitat, però malgrat això, va seguir afirmant que estava treballant en ella fins i tot després d'haver cremat la partitura i tot el material relacionat l'any 1945, segons testimoniatges posteriors de la seva família.
Gran part de la reputació de Sibelius, durant la seva vida i després de la seva defunció, prové del seu treball com simfonista. La seva Setena simfonia, estrenada l'any 1924, ha estat àmpliament reconeguda com una fita en el desenvolupament de la forma simfònica i en aquest moment no hi havia cap raó per suposar que cessaria la creació de noves obres orquestrals. No obstant això, després d'acabar el poema simfònic Tapiola l'any 1926, la producció del compositor es va limitar a peces menors i revisions d'obres anteriors. Va prometre en diverses ocasions l'estrena de la Vuitena simfonia a l'Orquestra Simfònica de Boston i al seu director Serguéi Kusevitski, però Sibelius retardava cada data programada, argumentant que l'obra no estava llesta encara. Va fer promeses similars al director britànic Basil Cameron i al finlandès Georg Schnéevoigt, que d'igual manera no van arribar a materialitzar-se.
Després de la mort de Sibelius l'any 1957, es va fer pública la notícia que la Vuitena simfonia havia estat destruïda una dècada abans i es va pensar que l'obra havia desaparegut per sempre. A la dècada de 1990, mentre s'estaven catalogant els quaderns i esbossos del compositor, diversos estudiosos van plantejar la possibilitat que part de les partitures de l'obra perduda podrien haver sobreviscut. Des de llavors, s'han identificat diversos esbossos manuscrits com a fragments de la Vuitena, tres dels quals van ser gravats per l'Orquestra Filharmònica de Hèlsinki l'any 2011 —la durada total és inferior als tres minuts. Mentre que alguns musicòlegs han especulat que seria possible reconstruir la simfonia en cas que altres parts arribin a ser identificades, uns altres han apuntat al fet que és poc probable donada l'ambigüitat del material en si.

## Antecedents

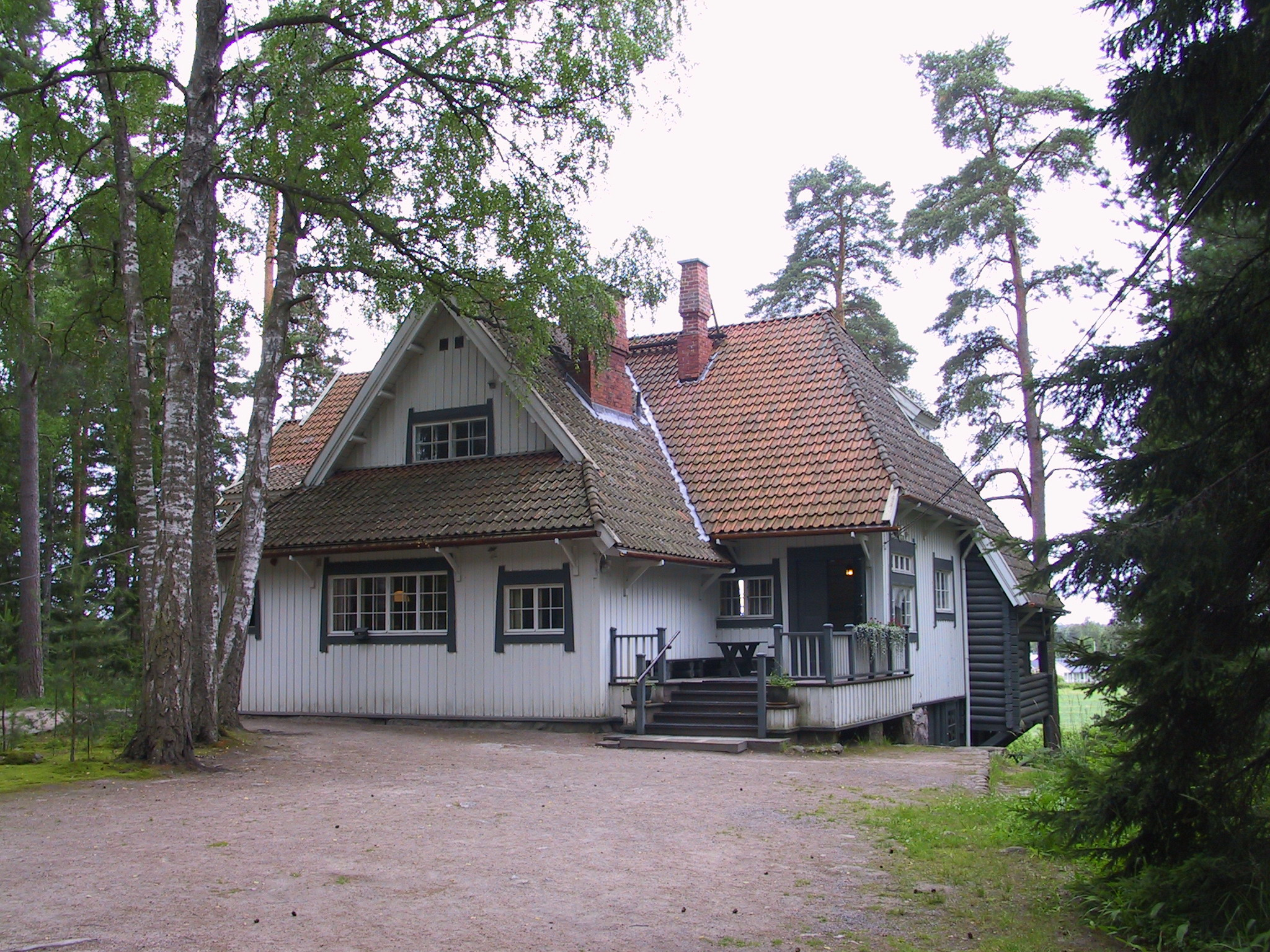
Ainola, la llar de Sibelius des de 1904 fins a la seva mort.

Jean Sibelius va néixer a 1865 a Finlàndia, que des de 1809 era un gran ducat autònom pertanyent al tsarat rus després d'haver estat sota control suec durant diversos segles. El país es trobava dividit entre una minoria de parla sueca, culturalment dominant i a la qual la família de Sibelius pertanyia; i una majoria de parla finlandesa, nacionalista i partidària del moviment fennóman. Cap a 1889, Sibelius va conèixer a la seva futura esposa Aino Järnefelt, provinent d'una família fermament fennómana. L'associació de Sibelius amb els Järnefelt el va impulsar a desenvolupar el seu propi nacionalisme; el 1892, any en què es va casar amb Aino, va completar la seva primera obra de cort nacionalista: la suite simfònica Kullervo. Al llarg de la dècada de 1890, el control rus sobre el ducat es va tornar més opresiu. Sibelius va produir una sèrie d'obres en les quals reflectia la resistència finlandesa a la dominació estrangera, culminant amb el poema simfònic Finlandia.
Sibelius va ser reconegut com a artista de talla nacional l'any 1897 quan l'Estat li va concedir una pensió perquè pogués dedicar més temps a compondre. L'any 1904, ell i la seva esposa es van mudar a Ainola, una residència de camp que va construir a la vora del llac Tuusula, en Järvenpää, on van viure la resta de les seves vides. A pesar que la seva etapa en Ainola no fou sempre tranquil·la i alegre —Sibelius sovint contreia deutes i era propens a episodis de consum excessiu d'alcohol— va aconseguir produir, durant els següents vint anys, una gran quantitat d'obres per a orquestra, música de cambra, peces per a piano i cançons, així com altres tipus de composicions. La seva popularitat es va estendre per tot Europa així com als Estats Units, on en una gira realitzada l'any 1914 va ser investit doctor honoris causa per la Universitat Yale. Al seu país natal la seva fama era tal que la celebració del seu cinquantè aniversari l'any 1915 va ser un esdeveniment nacional, el moment culminant del qual va ser l'estrena a Hèlsinki de la seva Cinquena simfonia.
A mitja dècada de 1920, Sibelius havia adquirit la condició de monument nacional vivent i era el principal ambaixador cultural del seu país, independent des de 1917. Segons el seu biògraf Guy Rickards, «la major part de la seva inspiració» està abocada en les set simfonies que va compondre entre 1898 i 1924. James Hepokoski, estudiós de Sibelius, considera la seva Setena simfonia —d'un sol moviment i conclosa en 1924— com el seu assoliment més notable, i constitueix «la consumació de com havia repensat la forma simfònica en la seva maduresa». Aquesta obra va ser seguida en 1926 per Tapiola, un poema simfònic on, segons Rickards, Sibelius «va portar els recursos orquestrals cap a regions completament noves […] Tapiola es va avançar trenta o quaranta anys al seu temps».

## Composició

### Inicis
El primer esment a la Vuitena simfonia en el diari personal de Sibelius data del 12 de setembre de 1926, on va anotar: «treballant en la nova». No obstant això, algunes de les idees inicials per a la nova simfonia van ser probablement posades per escrit amb antelació, doncs era un hàbit de Sibelius deixar de costat temes i idees a l'hora de compondre per utilitzar-los posteriorment en altres projectes. Així, un dels esbossos existents de la seva Setena simfonia, en la qual va estar ocupat entre 1923 i 1924, inclou una secció envoltada amb un cercle i amb una anotació annexa que diu Vuitena, en nombres romans. A la tardor del 1927, Sibelius va informar al crític musical de The New York Times Olin Downes —un dels seus majors admiradors— que tenia dos moviments escrits de la seva Vuitena simfonia i que la resta ho havia compost en la seva ment.
A inicis de 1928, Sibelius va realitzar un dels seus viatges habituals a Berlín, per embeure's de la vida musical de la ciutat i inspirar-se per compondre. Va enviar informes a la seva esposa en les quals parlava satisfactòriament del progrés en l'obra, assegurant que la simfonia seria «meravellosa». Al seu retorn a Ainola, al setembre, li va comunicar a la seva germana que estava «escrivint una nova obra, la qual enviaré als Estats Units. Encara necessita temps, però sortirà bé». No obstant això, al desembre del mateix any, quan el seu editor Wilhelm Hansen li va preguntar per l'obra que estava desenvolupant, Sibelius va afirmar que només existia en la seva ment. A partir de llavors, els informes de Sibelius sobre el progrés de la seva simfonia es van tornar erràtics, difícils de seguir i fins i tot contradictoris.

### Progrés i postergació

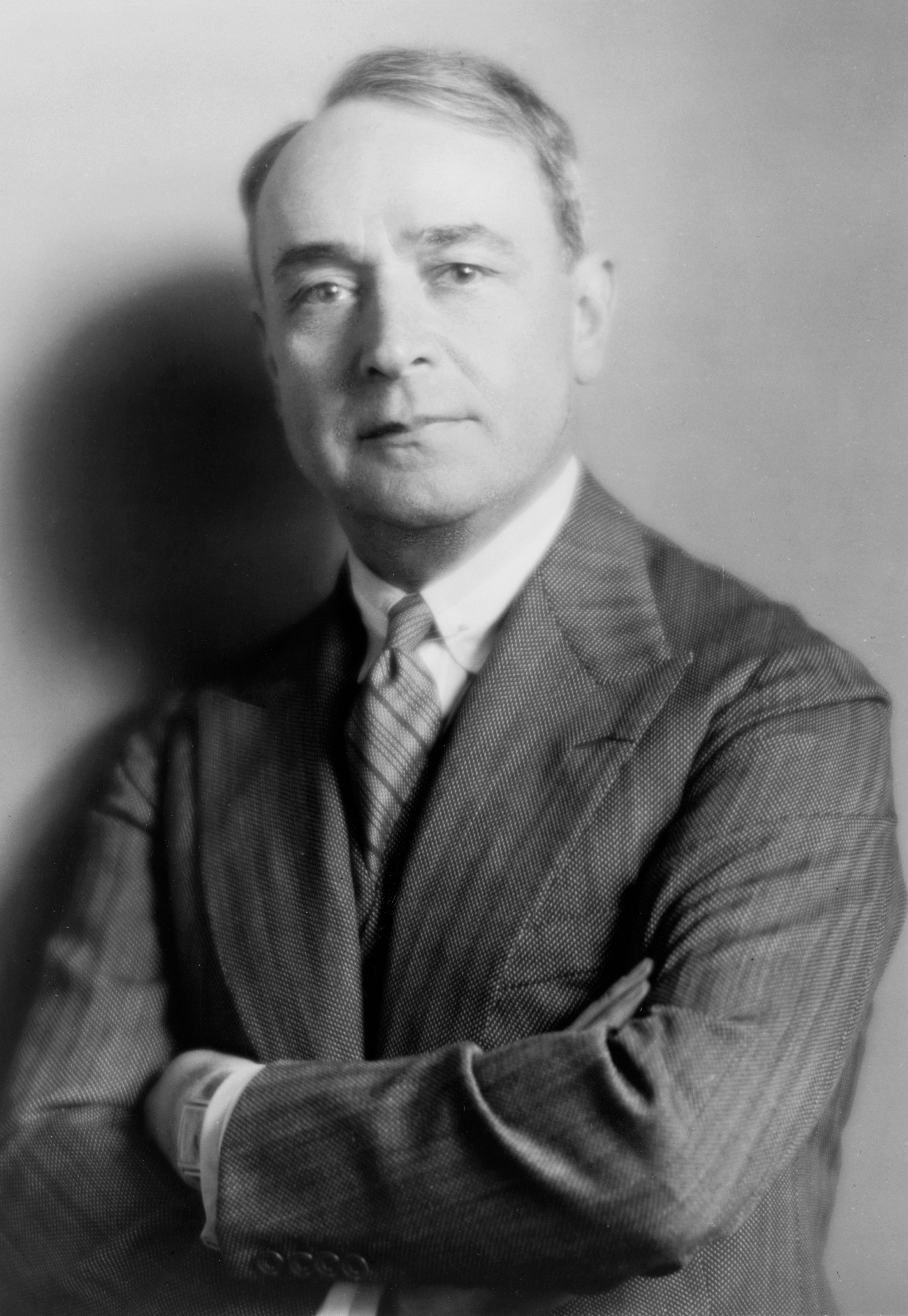
El director Serge Koussevitzky, a qui Sibelius li va prometre l'estrena mundial de la Vuitena simfonia.

Probablement per incitació de Downes, Sibelius havia promès a l'Orquestra Simfònica de Boston i al seu director Serge Koussevitzky l'estrena mundial de la seva nova simfonia. Des de feia diversos anys, en una correspondència perllongada amb el director i amb Downes, Sibelius va dubtar i va postergar el seu lliurament. Al gener del 1930, va dir que la simfonia «no està prop d'estar llesta i no puc dir quan va a estar-ho», però, a l'agost del mateix any, va dir a Koussevitsky que era possible que es presentés l'obra en la primavera de 1931, la qual cosa no va ocórrer. A l'estiu de 1931, Sibelius li va dir a Downes que la Vuitena simfonia ja gairebé estava llesta per ser impresa, igual que altres obres que el compositor tenia pendents. Això va animar al fet que, al desembre del mateix any, Koussevitsky anunciés en el Boston Evening Transcript l'obra per a la temporada 1931-32 de l'orquestra, davant la qual cosa Sibelius va haver de comunicar-li a través d'un telegrama que l'obra no estaria conclosa a temps per a aquesta temporada.
Koussevitsky va decidir el següent any presentar les set simfonies de Sibelius, al llarg de la temporada 1932-33 de la Simfònica de Boston, amb l'estrena mundial de la Vuitena simfonia com a esdeveniment culminant. Al juny de 1932, Sibelius li va escriure al director suggerint que es podria programar la seva nova obra per a finals d'octubre. Una setmana més tard, es va retractar dient: «Estic molt pertorbat sobre aquest tema, per favor, no anunciïs la presentació». Igualment, va fer promeses per a desembre de 1932 i gener de 1933, sense arribar a complir cap. Koussevitsky estava perdent l'esperança; no obstant això, va tornar a preguntar per la composició a l'estiu de 1933. Sibelius va ser evasiu; no va realitzar cap promesa de lliurar-la, però va esmentar tenir intenció de «tornar al tema en una data posterior». L'assumpte amb relació a la Simfònica de Boston i el seu director va acabar en aquest punt. El compositor havia arribat a acords amb altres directors: va prometre l'estrena europea a Basil Cameron i a la Royal Philharmonic Society, així com la primera presentació a Finlàndia a Georg Schnéevoigt, qui feia poc temps s'havia convertit en director de l'Orquestra Filharmònica de Hèlsinki. No obstant això, tots aquests acords estaven encadenats a la il·lusòria estrena a Boston, per la qual cosa també van quedar en res. A més, segons el crític David Patrick Stearns, posteriorment a aquesta dècada, Eugene Ormandy —un gran admirador de Sibelius i director de l'Orquestra de Filadèlfia des de 1936— va pressionar fortament pel dret de realitzar l'estrena en cas que acabés la simfonia.
Durant les seves dilacions amb Kusevitski, Sibelius va continuar treballant en la simfonia. L'any 1931, va passar novament un temps a Berlín, des d'on va escriure a Aino al maig d'aquest any que «la simfonia està avançant a pas ràpid». El seu progrés va ser interromput per una malaltia, però per al final de l'any el compositor estava confiat, afirmant que «estic escrivint la meva Vuitena simfonia i em sento ple de joventut. Com s'explica això?». Al maig de 1933, mentre seguia donant-li negatives a Kusevitski, Sibelius va anotar en el seu diari que estava completament immers en la composició: «Estic prenent tot d'una altra manera, més profundament. Un gitano dins de mi. Romàntic». Més tard aquest estiu, va parlar amb un reporter al que li va dir que la seva nova simfonia estava gairebé acabada: «Serà el resum de tota la meva existència, seixanta-vuit anys. Aquesta probablement serà la meva última obra. Vuit simfonies i centenars de composicions. Ha de ser suficient».
En algun moment d'aquest estiu va començar amb la còpia formal de la simfonia. El 4 de setembre de 1933, Paul Voigt, el copista oficial de Sibelius, va demanar el registre dels drets del primer moviment de la simfonia —vint-i-tres fulles de partitura. Sibelius li va informar —la nota es conserva— que l'obra completa manuscrita tindria prop de vuit vegades el llarg de l'extracte que li havia donat i li va indicar que la simfonia podia ser més gran que qualsevol de les seves set predecessores. Aino posteriorment va recordar altres visites a la tardor d'aquest any a Voigt on Sibelius —l'estat del qual d'humor ella va descriure com a ombrívol i taciturn— li va lliurar més piles de música manuscrita al copista.

### Llimbs
"La meva mare i jo sovint parlem de tu, i ella em va tornar a preguntar sobre la vuitena simfonia. [Ella diu] "Digues-li al Sr. Sibelius que no em preocupa ni angoixa tant sobre la seva Vuitena Simfonia que sé que completarà en el seu propi bon moment, com sobre la seva" Novena ". Haurà de coronar la seva sèrie d'obres d'aquesta forma amb una novena simfonia que representarà el cim i la síntesi de tot el seu assoliment " " 
Diversos informes semblaven confirmar que l'estrena de la simfonia era imminent: el compositor finlandès Leevi Madetoja va esmentar l'any 1934 que l'obra estava pràcticament acabada; així mateix, un article del periodista suec Kurt Nordfors va indicar que ja estaven complets dos moviments i la resta de l'obra es trobava esbossada. A mesura que la pressió per produir la simfonia augmentava, Sibelius es va tornar més retret i menys disposat a parlar del seu progrés. Al desembre del 1935, durant una entrevista relacionada amb la celebració del seu setanta aniversari, va indicar que havia descartat el treball de tot un any, la qual cosa apuntava a una revisió completa de l'obra. No obstant això, quan un corresponsal de The Times li va demanar detalls sobre els avanços de l'obra, el compositor es va irritar. Sibelius es va posar furiós quan Downes va continuar insistint per informació sobre la simfonia, arribant a cridar-li «Ich kann nicht!» («No puc!»).
Entre els papers de Sibelius s'ha trobat un rebut en què s'esmenta una Symphonie, el qual està signat per Weilin i Göös i datat a l'agost de 1938. Si bé no s'ha establert que aquesta transacció estigui relacionada amb la Vuitena simfonia, l'estudiós Kari Kilpeläinen assenyala que cap de les anteriors simfonies del compositor porten el títol sense numerar. Davant això, ell mateix planteja dos interrogants: «Podia haver omès el nombre per evitar que es propagués la notícia que havia completat la seva Vuitena simfonia? o podria ser que no li hagués donat un nombre perquè no estava satisfet amb la seva obra?». La filla del compositor, Katarina, va parlar de la inseguretat que afectava al seu pare en aquest moment, agreujada per les contínues expectatives i el xivarri que envoltaven a la seva obra. «Ell volia que fos millor que les altres simfonies. Finalment, es va convertir en una càrrega, a pesar que ja havia escrit gran part. Al final, no sé si ell hagués acceptat el que havia escrit».
Sibelius va romandre a Finlàndia durant la Guerra d'Hivern, que va durar de 1939 a 1940, a pesar que tenia ofertes d'asil als Estats Units. Després que la guerra conclogués, al març de 1940, es va traslladar amb la seva família a un apartament a Hèlsinki, dins del districte de Töölö, al carrer Kammiokatu —més tard rebatejada com a «carrer Sibelius» en el seu honor—, on van romandre per un any. Durant aquest temps, el pianista Martti Paavola els va visitar, qui va poder examinar els continguts de la caixa forta de Sibelius. Paavola va comentar més tard al seu deixeble, Einar Englund, que entre la música allí guardada hi havia una simfonia, «molt probablement la Vuitena».

## Destrucció
De tornada a Ainola, Sibelius es va distreure fent nous arranjaments d'antigues cançons. No obstant això, la seva ment tornava amb freqüència a la simfonia que en aquest moment tenia gairebé abandonada. Al febrer de 1943, li va dir al seu secretari que esperava completar una «gran obra» abans de morir, però va culpar a la guerra de la seva incapacitat per progressar. «No puc dormir a les nits quan penso en això». Al juny va discutir sobre la simfonia amb el seu futur gendre, Jussi Hales, proporcionant una altra raó per no completar-la: «Per a cadascuna de les meves simfonies, he desenvolupat una tècnica especial. No pot ser alguna cosa superficial, sinó que ha de ser alguna cosa que s'hagi viscut. En la meva nova obra, estic lluitant precisament amb aquestes qüestions». El compositor també va manifestar a Hales que tots els seus esbossos i esborranys havien de ser cremats després de la seva mort, doncs no volia que ningú recordés els seus fragments rebutjats com els «últims pensaments de Sibelius».

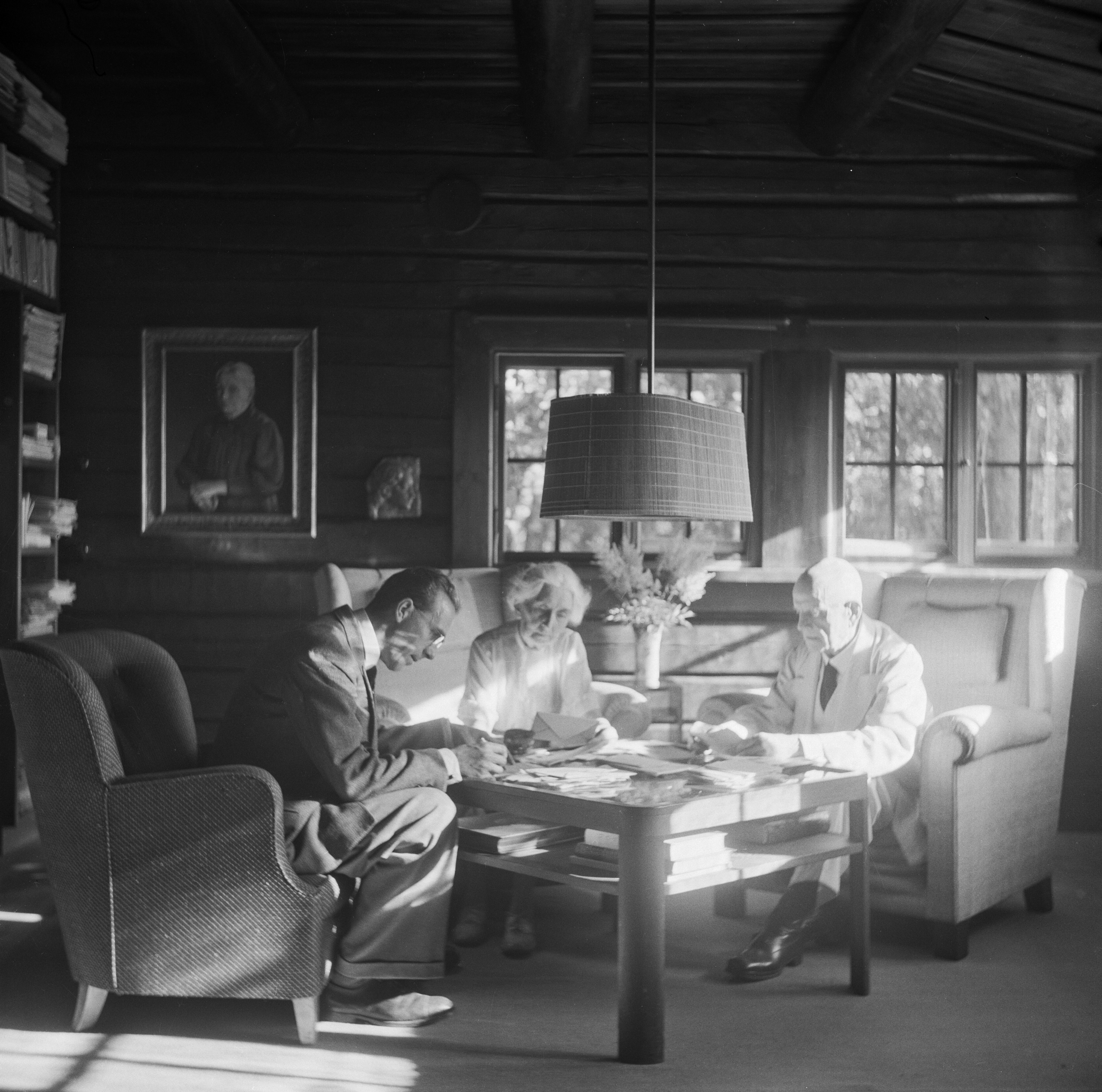
Ainola, circa 1938-1945. De dreta a esquerra: Jean Sibelius, Aino Sibelius i Santeri Levas, secretari del compositor.

En algun moment a mitjan dècada de 1940, probablement en 1945, Sibelius i Aino van cremar junts un gran nombre de manuscrits del compositor en el saló menjador de Ainola. No hi ha registre del que es va incinerar; mentre la majoria dels historiadors assumeixen que la Vuitena simfonia va ser una de les obres destruïdes, Kilpeläinen destaca que hi ha almenys dos manuscrits dels fragments de l'obra —l'obra original i la còpia feta per Voigt—, així com esbossos i versions anteriors. És possible, afirma Kilpeläinen, que Sibelius no pogués haver cremat tots ells. Aino, que va considerar el procés molt dolorós, va esmentar amb posterioritat que la destrucció va semblar alleujar la ment de Sibelius: «Després d'això, el meu marit semblava més tranquil i la seva actitud era més optimista. Va ser un moment feliç». La interpretació més positiva del succés, d'acord amb el crític musical del Philadelphia Inquirer David Patrick Stearns, és que es va desfer d'esborranys vells de la simfonia buscant aclarir la seva ment per a un nou començament. A l'any 1947, després de visitar Ainola, el director i compositor Nils-Eric Fougstedt va afirmar haver vist una còpia de la Vuitena simfonia en un prestatge, «amb parts corals separades». El musicòleg Erkki Salmenhaara postula la idea que van ocórrer dues cremes: la de 1945, en la qual es va destruir el material primerenc, i una altra posterior en la qual Sibelius finalment va reconèixer que mai va poder completar l'obra al seu grat.
Encara que Sibelius va informar al seu secretari que la simfonia havia estat destruïda, el fet es va mantenir en secret entre el cercle privat del compositor. Durant els anys restants de la seva vida, Sibelius de tant en tant va donar a entendre que el projecte de la Vuitena simfonia encara estava viu. L'agost de 1945 li va escriure a Basil Cameron: «He acabat la meva Vuitena simfonia diverses vegades, però encara no estic satisfet amb ella. Estaré encantat de lliurar-la-hi a vostè quan arribi el moment». En realitat, després de la crema, Sibelius havia abandonat per complet la composició creativa; el 1951, quan la Reial Societat Filharmònica li va demanar una obra per commemorar el Festival de Gran Bretanya d'aquest any, ell es va negar. Encara a 1953 li va dir al seu secretari, Santeri Levas, que estava treballant en la simfonia mentalment. Només en una carta de 1954, dirigida a la vídua del seu amic Adolf Paul, va admetre que l'obra mai estaria completa. Sibelius va morir el 20 de setembre de 1957; l'endemà la seva filla, Eva Paloheimo, va anunciar públicament que no existia la Vuitena simfonia. La crema del manuscrit es va donar a conèixer més endavant, quan Aino va revelar el fet al biògraf Erik W. Tawaststjerna.
"El silenci de Sibelius és la culminació de la seva beatificació. L'estat finlandès que va elevar Sibelius al nivell d'un heroi nacional també va tenir un paper important en la seva creativitat. La nació no només va trobar el seu heroi, va aconseguir silenciar-lo. El silenci era, de fet, l'única resposta lògica que Sibelius podria fer per a la seva deïficació per part de l'estat finlandès." 
Els crítics i comentaristes s'han preguntat les raons per les quals Sibelius finalment va abandonar la simfonia. Al llarg de la seva vida, va ser propens a la depressió i a tenir crisi de confiança. Alex Ross en The New Yorker cita un text de 1927 del diari del compositor, quan suposadament s'estava escrivint la Vuitena simfonia: «L'aïllament i la solitud em condueixen a la desesperació... […] Em sento maltractat i tots els meus veritables amics estan morts. El meu prestigi en l'actualitat està per terra. És impossible treballar. Si només hi hagués una manera de sortir-ne». Els estudiosos de la seva figura han assenyalat al tremolor que tenia a la mà, que li feia difícil l'escriptura, i a l'alcoholisme que el va afligir en diverses etapes de la seva vida. Uns altres han argumentat que l'ensalzament de Sibelius com a heroi nacional va fer callar efectivament al compositor; va tenir por que qualsevol obra que realitzés no estigués a l'altura de les expectatives de la nació que l'adorava. Andrew Barnett, un altre dels molts biògrafs del compositor, apunta a una intensa autocrítica del compositor, qui paralitzaria o reprimiria allò que no complís amb els seus estàndards autoimposats: «Va ser aquesta actitud la que va provocar la destrucció de la Vuitena simfonia, però el mateix tret li va obligar a mantenir en revisió la Cinquena fins que va estar perfecta». L'historiador Marc McKenna considera que Sibelius va poder estar reprimit per una combinació de perfeccionisme i augment de la desconfiança en si mateix. D'acord amb ell, el mite que Sibelius encara estava treballant en la simfonia, sostingut per més de quinze anys, fou un engany deliberat: «Admetre que s'havia aturat per complet seria admetre l'impensable, que ja no era un compositor».

## Descobriment
Després que Sibelius morís, la seva figura va continuar sent popular entre el públic. No obstant això, entre els crítics va ser comunament denigrat, doncs trobaven la seva música antiquada i tediosa. René Leibowitz, partidari de la música d'Arnold Schönberg, va publicar un fullet en què descrivia a Sibelius com «el pitjor compositor del món». Els altres crítics ho van descartar com a irrellevant, més encara en una època en què hi havia una tendència irresistible cap a la música atonal. Aquest ambient va disminuir la curiositat sobre l'existència de qualsevol material de la Vuitena simfonia fins a finals del segle xx, quan va reviure l'interès dels crítics pel compositor. L'any 1995, Kilpeläinen, qui havia publicat a la Universitat de Hèlsinki un estudi sobre els manuscrits de Sibelius, va escriure que tot el que podia estar relacionat sens dubte amb la Vuitena simfonia era una única pàgina dels esbossos de la Setena en la qual apareixia una part remarcada i amb un text annexo que deia «VIII». No obstant això, va afegir que la biblioteca de la Universitat contenia més esbossos de Sibelius, datats des de finals de 1920 fins a inicis de 1930, alguns dels quals eren semblants al fragment remarcat i que probablement serien part de la Vuitena. Kilpeläiner també va manifestar: «recentment han sortit a la llum diversos documents que ningú havia somiat ni tan sols que existien. Tal vegada encara hi ha algunes pistes sobre la Vuitena simfonia amagades i esperant al fet que algun estudiós les descobreixi».
L'any 2004, es va publicar un article titulat: «Sobre alguns aparents esbossos per a la Vuitena simfonia de Sibelius», en el qual el teòric musical Nors Josephson identificava prop de vint manuscrits o fragments situats a la biblioteca de la Universitat de Hèlsinki i concloïa: «Tenint en compte l'abundància de material preservat per a aquesta obra s'espera, amb gran expectació, la finalització de forma meditada i meticulosa de tota la composició». Timo Virtanen, un altre estudiós de la vida de Sibelius, després d'examinar el mateix material, es va mostrar més caut, concloent que encara que és possible que alguns esbossos puguin estar relacionats amb la Vuitena simfonia, no és possible determinar quals en realitat són part d'aquesta. Fins i tot el fragment amb el text «VIII», va afirmar, no pot vincular-se amb certesa a la simfonia, doncs Sibelius utilitzava indistintament numeració aràbiga i romana en les seves composicions per referir-se a temes, motius o passatges dins de les seves obres. Virtanen va afegir un advertiment addicional: «Hem de ser conscients que [els fragments] són, després de tot, projectes no conclosos: la música que representen són només una certa etapa a la planificació de la composició».
Malgrat les seves reserves, a l'octubre de 2011 Virtanen va treballar juntament amb un altre estudiós, Vesa Siréna, per preparar tres dels fragments més desenvolupats perquè fossin interpretats. Els esbossos van ser copiats i arreglats, però no es va incloure res que Sibelius no hagués escrit originalment. Els titulars dels drets d'autor del compositor mort van donar el seu consentiment i John Storgårds, director de la Filharmònica de Hèlsinki, va accedir a interpretar i gravar els passatges en una sessió d'assaig de l'orquestra el 30 d'octubre de 2011. Les parts comprenen una obertura d'un minut de durada, un fragment de vuit segons que podria formar part d'un scherzo i un final de música orquestral amb un minut de durada aproximada. Sirén descriu la música com a «estranya, poderosa i amb atrevides i picants harmonies —un avanç cap al nou fins i tot més enllà de Tapiola i la música per a la tempestat—». Stearns dona una visió més detallada: «El primer fragment és la clàssica entrada de Sibelius per a un primer moviment. Hi ha un refinat tro orquestral que obre les portes a un món harmònic que únicament correspon a Sibelius, però té dissonàncies estranyes, a diferència de qualsevol altra obra. Una altra part sona com l'inici d'un scherzo, sorprenentment primaveral amb un alegre només de flauta. Un altre passatge té un clàssic solo de fagot a l'estil de Sibelius, del tipus que evoca elements primaris i es dirigeix a un submon fosc i cru».

## Especulacions
"Després del seu últim poema simfònic, el 1926, no hi va haver més obres majors... El silenci com d'esfinx semblava el resultat d'una trajectòria inexorable. Sibelius ara no només es va convertir en un monument nacional finlandès, sinó en la mateixa forma d'encarnar el nord, dur, gelat, inescrutable i castigat. La seva autoritat, especialment a la dècada de 1920 i 30, va ser enorme. No hi va haver gairebé un compositor de simfonies durant aquest temps, especialment a Gran Bretanya i Amèrica, que no era profundament-i sovint obertament, fins i tot de manera veneradora- el seu exemple. La Primera Simfonia (1931-5) de William Walton podria haver passat fàcilment per a la vuitena de Sibelius. " 
Encara que només el primer moviment —transcrit per Voigt— és plenament reconegut com completat, la magnitud prevista i el caràcter general de l'obra poden inferir-se de diverses fonts. La correspondència de Sibelius amb Voigt i les seves encuadernadores, els anys 1933 i 1938, respectivament, indiquen la possibilitat d'una obra a una escala particularment gran. A més de l'observació feta per Nils-Eric-Fougstedt en 1947, també hi ha indicis aportats per Voigt que l'obra podria haver contingut elements corals, de forma similar a la Novena simfonia de Beethoven.
A partir dels fragments disponibles de l'obra, tant Virtanen com Andrew Mellor —aquest últim en un article per a la revista Gramophone publicat l'any 2011— detecten indicis de Tapiola, especialment en el primer dels tres extractes. Kilpeläinen apunta a algunes de les últimes obres menors fetes per Sibelius, en particular Five esquisses, per a piano Op. 114 (1929), considerant aquests escrits com a proves que en els seus últims anys el compositor estava «avançant cap a un llenguatge més abstracte: imatges cristal·lines i etèries amb prou feines tocades per les passions humanes». A més de l'originalitat, el mateix crític musical troba referències a Surusoitto, una composició per a òrgan realitzada l'any 1931 per al funeral de l'amic de Sibelius, Akseli Gallen-Kallela, una obra que Aino va admetre que estava basada en el material de la Vuitena simfonia. Kilpeläinen planteja la qüestió: «Era la nova simfonia, per tant, una obra amb un so modern, a diferència del seu estil anterior amb ombrívols tons oberts i dissonàncies no resoltes?». Després de l'enregistrament dels fragments, Storgårds va poder reconèixer l'estil tardà del compositor, qui va agregar que «les harmonies són tan salvatges i la música tan emocionant que m'encantaria saber com va continuar amb això». L'únic comentari que es coneix sobre la simfonia fet per Sibelius, a part dels seus informes sobre l'avanç de la seva obra, és una observació feta a Schnéevoigt al desembre de 1932: «No tens idea de l'enginyosa que és».
Els estudiosos i crítics estan dividits quant a la seva opinió sobre la qualitat dels fragments coneguts. D'una banda, Josephson està convençut que existeix material suficient per realitzar una reconstrucció total de la simfonia i espera amb interès que aquesta tasca sigui realitzada. Aquest punt de vista és compartit per Stearns: «No hi ha absolutament cap raó per no intentar concloure-la». Uns altres, no obstant això, són més circumspectes sobre aquest tema: Virtanen, en particular, posa l'accent que a pesar que la música indubtablement pertany a l'època tardana de Sibelius, no s'ha establert sense cap dubte que sigui part de la Vuitena simfonia. Sirén, qui va tenir un paper important en l'organització de l'enregistrament dels fragments, creu que concloure l'obra a partir dels extractes coneguts és impossible, per la qual cosa aquesta tasca dependria de noves troballes en la matèria. També conjectura que Sibelius, després d'haver rebutjat l'obra, podria no haver gaudit d'escoltar els fragments sent interpretats, un punt de vista que McKenna recolza dient: «Mirant la interpretació [de l'obra] en Youtube, no puc deixar de pensar en el decebut que el compositor hagués estat d'escoltar la seva música sent interpretada sense estar acabada». Revisant els fragments registrats a Gramophone, Mellor comenta que encara que es descobreixin altres manuscrits, els titulars dels drets d'autor de Sibelius tindrien el control total sobre el material i serien ells els qui decidirien si una interpretació seria apropiada. Mellor conclou: «Hem hagut d'esperar uns vuitanta anys per escoltar menys de tres minuts de música i el misteri de la Vuitena no es desentranyarà des d'ara més ràpidament».